# Hans Steinmeyer
Hans Karl Ernst Steinmeyer (* 16. August 1889 in Oettingen in Bayern; † 3. Januar 1970 ebenda) war ein deutscher Orgelbauer.

## Leben
Hans Steinmeyer war das älteste Kind des Orgelbauers Johannes Steinmeyer und seiner Ehefrau Berta, geb. Wolf (1863–1926). Nach dem Abitur an einem Gymnasium in Erlangen studierte er am Ohm-Polytechnikum Nürnberg. Anschließend machte er eine Orgelbauerlehre im elterlichen Betrieb und ein Volontariat bei der Firma Klais in Bonn.
Nach der Ableistung der einjährigen Militärzeit ging Steinmeyer 1913 in die USA. Zunächst arbeitete er bei Hook & Hastings in Boston, danach bei Ernest M. Skinner, dem Erfinder der elektropneumatischen Traktur, und übernahm dann bei M. Welte & Sons in New York eine leitende Funktion. Wegen des Ersten Weltkrieges blieb er noch bis 1920 in den USA und machte sich in Toledo/Ohio als Orgelbauer selbständig.
Nach der Rückkehr nach Deutschland wurde er stellvertretender Betriebsleiter im Familienbetrieb und 1924 Miteigentümer der Firma. 1926 machte er die Meisterprüfung zum Orgelbauer. Nach dem Tod des Vaters 1928 übernahm er dessen Nachfolge als Geschäftsführer der Firma G. F. Steinmeyer & Co. Im Jahr 1967 übertrug Hans Steinmeyer aus gesundheitlichen Gründen seinem ältesten Sohn Fritz (junior) die Geschäftsleitung.

## Orgelbau
Unter der Leitung von Hans Steinmeyer hat das Unternehmen ungefähr 700 neue Orgeln gebaut.
Einige bedeutende Neubauten waren:
- 1929, Opus 1500: Trondheim Dom, mit IV/139
- 1932, Opus 1568: München St. Lukas, mit IV/72
- 1937, Opus 1635: Nürnberg St. Lorenz, mit V/157
- 1938, Opus 1665: Speyer Gedächtniskirche, mit IV/106

Sogar während des II. Weltkriegs kam es vereinzelt zu Neubauten:
- 1940, Opus 1700: München-Neuhausen Christuskirche, mit III/56 (1944 durch Bombenangriff zerstört)

Nach dem Krieg konnten schon bald wieder neue Orgeln gebaut werden, da das Werk in Oettingen unbeschädigt geblieben war:
- 1946, Opus 1740: Oettingen i.Bay. St. Jakob, mit III/48
- 1955–63, Opus 1900: München St. Matthäus[2], mit IV/65
- 1957, Opus 1930: Ottobeuren Klosterkirche, Marienorgel, mit V/82
- 1960, Opus 2000: Hamburg St. Michaelis, mit V/85
- 1963, Opus 2064: Nürnberger Meistersingerhalle, mit IV/86

Die letzte größere Orgel unter der Leitung von Hans Steinmeyer war
- 1966, Opus 2129: Würzburg Konservatorium, mit III/40.

### Windladen
Seit dem Beginn des 20. Jahrhunderts setzte Steinmeyer bei Windladen auf die von ihnen entwickelte Taschenlade. Sie hatte sich vielfach bewährt, war funktionssicher, sehr robust und gewährleistete eine geringe Verzögerung zwischen Tastendruck und Ansprache der Pfeifen. Sie war, insbesondere für Großorgeln, die anerkannt führende Ladenkonstruktion. Angeregt durch die Orgelbewegung und durch den persönlichen Kontakt mit Albert Schweitzer, der sich stark für die Schleiflade einsetzte, begann Steinmeyer auch solche Windladen zu bauen. Die erste größere Orgel mit Schleifladen war 1934 für die Kreuzkirche in Hannover (op. 1578, III/45). Richtig durchsetzen konnte sich die Schleiflade erst ab 1956, mit den Instrumenten in der Münchner Matthäuskirche (op. 1900, IV/65) und Nürnberger Friedenskirche (op. 1908, III/48). Die drei genannten hatten elektrische Traktur. Der Neubau der Marienorgel der Klosterkirche Ottobeuren mit Schleifladen und mechanischer Traktur im Jahr 1957 war ein viel beachtetes, herausragendes Werk. 1959 hatte schon jeder zweite Neubau eine Schleiflade, ab 1960 ging der Bau von Taschenladen zu Ende.

### Prospekte
Unter Hans Steinmeyers Leitung wurden vor dem II. Weltkrieg fast ausschließlich Orgelneubauten mit Freipfeifenprospekten gebaut. Nach dem Krieg wurden von Steinmeyer wieder Orgeln mit Gehäusen gefertigt. Die erste war 1958 in der Pauluskirche von Baden-Baden (op. 1943, II/28). Ab etwa 1962/1963 wurden genausoviele Freipfeifen- wie Gehäuseprospekte und ab 1965 fast nur noch Gehäuseprospekte gebaut.

### Fertigung
Nach der Inflation 1924 setzte ein Boom im Orgelbau ein, und die Firma beschäftigte zeitweise 140 Mitarbeiter.
Während der Weltwirtschaftskrise 1929 bis 1933 musste ein Drittel der Beschäftigten entlassen werden, mehrere Monate lang hatte die Firma weniger als 50 Mitarbeiter. Zwischen 1934 und 1939 wuchs die Belegschaft wieder auf 90 Personen. Erst nach der Währungsreform 1948 begann die Produktion wieder in vollem Umfang, und ab den 1950er Jahren hatte der Betrieb ungefähr 120 Mitarbeiter.
Im Jahr 1963 wurde auf dem Gelände in Oettingen eine neue, fast 100 m lange, Produktionshalle gebaut.

## Restaurierungen
Einige wertvolle Denkmalorgeln wurden restauriert:
- 1934: Schlosskirche Lahm/Itz
- 1951: Klosterkirche Irsee
- 1954: Klosterkirche Weingarten
- 1954: Chororgeln im Kloster Ebrach

Die Restaurierungen gelten auch heute noch als vorbildhaft, indem so wenig wie möglich verändert und so viel wie möglich erhalten wurde.

## Familie
Hans Steinmeyer heiratete 1916 Anne Langhorst (1892–1993). Mit ihr hatte er drei Kinder:
- Annemarie (* 1917)
- Fritz (junior) (1918–2008)
- Georg (1924–2015)[5]

Die beiden Söhne wurden ebenfalls Orgelbauer und Fritz der Nachfolger in der Betriebsleitung.

## Mensch und Persönlichkeit
Steinmeyer engagierte sich in der Evangelischen Kirche. Er war Mitglied der Landessynode in Bayern und des Direktoriums der Diakonissenanstalt Neuendettelsau. In seiner Heimatstadt war er von 1945 bis 1946 Zweiter Bürgermeister. Im Verband der Orgelbaumeister Deutschlands war er lange im Vorstand aktiv und von 1937 bis zu dessen Auflösung 1943 Vorsitzender.

## Ehrungen
- 1952: Bundesverdienstkreuz am Bande.
- 1964: Ehrenbürger der Stadt Oettingen.[6]
- 1967: Ehrenvorsitzender des Bund Deutscher Orgelbaumeister.